# John Kelly of Killanne
John Kelly of Killanne († 21. Juli 1798) spielte eine bedeutende Rolle in der Irischen Rebellion von 1798.
Er war einer der Führer, der durch die Schlacht von Three Rocks die Stadt Wexford einnahm.
Bei der Schlacht von New Ross wurde er schwer verletzt und zog anschließend nach Wexford.
Am 21. Juli 1798 wurde er von britischen Streitkräften getötet.
Die Heldentaten von John Kelly of Killanne werden in der traditionellen irischen Ballade Kelly of Killanne besungen.
| Personendaten    | Personendaten             |
| ---------------- | ------------------------- |
| NAME             | Kelly of Killanne, John   |
| KURZBESCHREIBUNG | irischer Freiheitskämpfer |
| GEBURTSDATUM     | 18. Jahrhundert           |
| STERBEDATUM      | 21. Juli 1798             |